# Монкальєрі
Монкальєрі (італ. Moncalieri, п'єм. Moncalé) — місто та муніципалітет в Італії, у регіоні П'ємонт,  метрополійне місто Турин.
Монкальєрі розташоване на відстані близько 520 км на північний захід від Рима, 8 км на південь від Турина.
Населення — 56 960 осіб (2014).

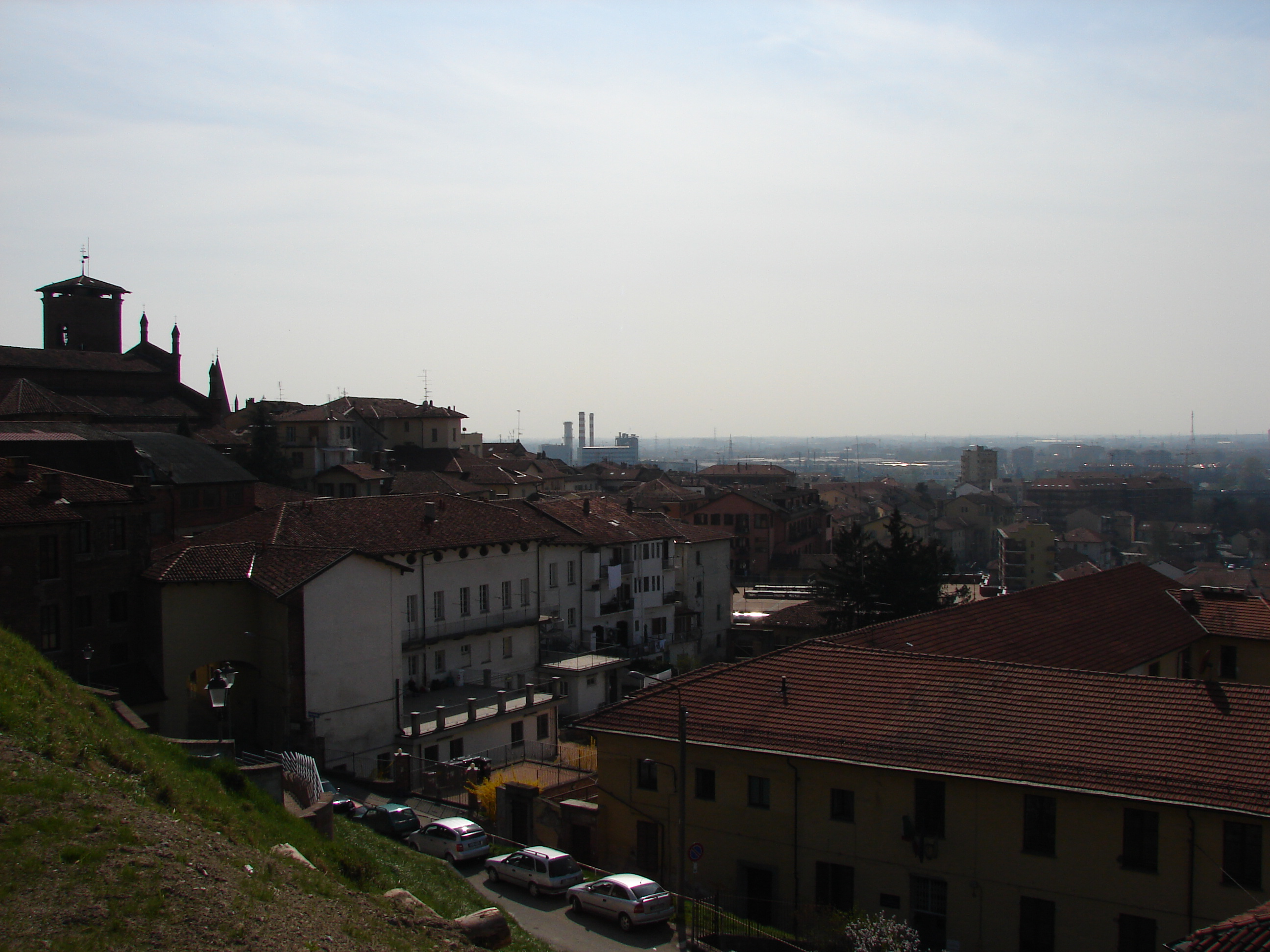

Щорічний фестиваль відбувається 15 липня. Покровитель — Bernardo (principe tedesco e marchese di Baden).

## Демографія
Населення за роками:

Станом на 1 січня 2023 року в муніципалітеті офіційно проживало 5429 іноземців з 106 країн, серед них 2911 громадян країн Євросоюзу та 79 громадян України.

## Уродженці
- Роберто Рамбауді (*1966) — італійський футболіст, згодом — футбольний тренер.

## Сусідні муніципалітети
- Камб'яно
- Кариньяно
- Ла-Лоджа
- Нікеліно
- Печетто-Торинезе
- Турин
- Трофарелло
- Вілластеллоне
- Віново

## Міста-побратими
- Баден-Баден, Німеччина
- Аргіруполі, Греція